# Afrectopius melanisticus
Afrectopius melanisticus là một loài tò vò trong họ Ichneumonidae.